# Mädler (cratère martien)
Pour les articles homonymes, voir  Mädler .
Mädler est un cratère d'impact de 125 km situé sur Mars dans le quadrangle de Sinus Sabaeus par 10,7°S et 2,7° E, à l'ouest de Noachis Terra.